# Мобилни апликациони дио
Мобилни апликациони дио (енгл. Mobile Application Part–MAP) је  протокол који пружа апликациони слој за разне чворове у GSM и UMTS основној мобилној мрежи и основној GPRS мрежи за комуникацију једним са другима у циљу пружања услуга мобилни телефонским корисницима. Мобилни апликациони дио је протокол у слоју апликације који се користи за приступ Домаћем локацијском регистру, Гостујућем локацијском регистру, Мобилном комутационом центру, Регистру идентитета уређаја, Ауторизационом центру, СМС центру и Услужном чвору подршке у GPRS мрежама.

## Издање спецификације
Мобилни апликациони дио спецификације су оригинално дефинисани од стране GSM Асосијације, али сада су под контролом ETSI/3GPP-a. MAP је дефинисан двојем различитим стандардима, зависно од врсте мобилне мреже:
- за  (прије Издања 4) је описан у
- за  и  (Издање 99 и даље) је описан у

## Имплементација
Мобилни апликациони дио (MAP) је корисник Апликацијског дела преносних могућности (TCAP), и као такав може се превозити преко 'традиционалних' SS7 протокола или преко Интернет протокола користећи Превозно независни Контролни дио сигнализационе везе (TI-SCCP); или користећи SIGTRAN.